# NGC 6709
NGC 6709 је расејано звездано јато у сазвежђу Орао које се налази на NGC листи објеката дубоког неба.
Деклинација објекта је + 10° 20' 0" а ректасцензија 18h 51m 30,0s. Привидна величина (магнитуда) објекта NGC 6709 износи 6,7. NGC 6709 је још познат и под ознакама OCL 100.